# Vienna Open 2009
Il Vienna Open 2009, noto anche come Bank Austria Tennis Trophy per motivi di sponsorizzazione, è stato un torneo di tennis giocato sul cemento indoor. 
È stata la 35ª edizione del Vienna Open e faceva parte della categoria ATP World Tour 250 series nell'ambito dell'ATP World Tour 2009. Il torneo si è giocato alla Wiener Stadthalle di Vienna in Austria, dal 24 ottobre al 1º novembre 2009.

## Partecipanti

### Teste di serie
| Nazionalità | Giocatore             | Ranking1 | Testa di serie |
| ----------- | --------------------- | -------- | -------------- |
| Croazia     | Marin Čilić           | 13       | 1              |
| Rep. Ceca   | Radek Štěpánek        | 14       | 2              |
| Francia     | Gaël Monfils          | 15       | 3              |
| Germania    | Philipp Kohlschreiber | 25       | 4              |
| Spagna      | Nicolás Almagro       | 27       | 5              |
| Spagna      | Feliciano López       | 34       | 6              |
| Austria     | Jürgen Melzer         | 39       | 7              |
| Stati Uniti | John Isner            | 42       | 8              |

- Ranking al 19 ottobre 2009

### Altri partecipanti
Giocatori che hanno ricevuto una Wild card:
- Andreas Haider-Maurer
- Stefan Koubek

Giocatori passati dalle qualificazioni:

- Alejandro Falla
- Dominik Hrbatý
- Dieter Kindlmann
- Lukáš Rosol

Giocatori Lucky Loser:
- Michael Berrer

## Vincitori

### Singolare
Jürgen Melzer ha battuto in finale  Marin Čilić, 6-4, 6-3

### Doppio
Łukasz Kubot /  Oliver Marach hanno battuto in finale  Julian Knowle /  Jürgen Melzer, 2-6, 6-4, [11-9]